# CowParade

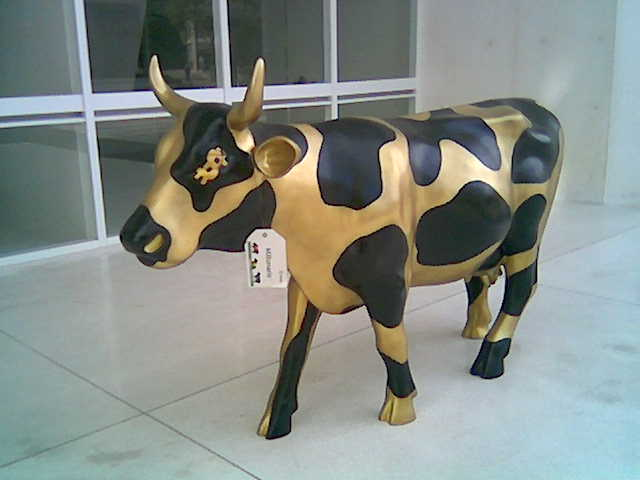
Vaca Millonaria aus Mexiko-Stadt

Die CowParade ist ein internationales Projekt für Kunst im öffentlichen Raum, das auf der Idee der Kuh-Kultur 1998 in Zürich basiert.

## Beschreibung
Die Aktion Land in Sicht – auf nach Zürich ist eine Initiative der City Vereinigung Zürich, die aus mehreren Vorschlägen das Konzept der bunt bemalten Kühe von Walter Knapp auswählte. Dieses hatte einen schon bekannten Vorläufer in Zürich, bei welchem 1986 bunt bemalte Löwenskulpturen (Löwen sind das Wappentier Zürichs) in der Stadt aufgestellt wurden. Initiiert worden war die Löwenaktion ebenfalls von der City-Vereinigung, worauf damals die Dekorateure der beteiligten Firmen mit vollkommener künstlerischer Freiheit die Löwen gestaltet hatten. Zwei Jahre nach dem Konzeptbeschluss der Kuh-Aktion wurden 1998 unter der künstlerischen Leitung von Walter Knapp die Kühe hergestellt und bemalt. Erst im Laufe der Aktion erhielt es seinen heute verwendeten und griffigeren Namen «Zürcher Kuh-Kultur». Neu zum Konzept gehörte, dass von einem beim Zoo bestellten naturgetreuen Modell mehrere Rohlinge in Fiberglas abgegossen wurden und diese Rohlinge nun an Sponsoren verkauft wurden, die diese dann frei gestalten konnten. Insgesamt wurden 815 Rohlinge von 395 Sponsoren erworben und 400 Künstler, aber auch ganze Schulklassen, bemalten diese dann. Im Anschluss an die Veranstaltung wurden 180 der 815 Kuh-Objekte durch eine Versteigerung verkauft, mit einem Gesamterlös von rund 1,4 Millionen Franken.
In den USA wurde der Geschäftsmann Peter Haning auf die Idee aufmerksam und organisierte mit Kulturstadtrat Lois Weisberg die ersten „Cows On Parade“ (Paradierende Kühe) in Chicago im Jahr 1999. Dafür entwarf der Schweizer Bildhauer Pascal Knapp nunmehr drei weitere Grundformen, deren rund 800 Abgüsse dann gestaltet werden konnten. In der Schweiz wurde das PR-Potential erkannt und mit der 1999 gegründeten Schweizer Vermarktungsgesellschaft, der CowHolding Parade AG, wurde die Idee international vermarktet. Eine amerikanische Konkurrenzgründung, CowHolding Parade, die auch in New York 2000 tätig war, wurde auf Unterlassung verklagt.
Nach dem Auftritt in New York im Jahre 2000 wurde die Idee dann in Berlin auf den Buddy Bär adaptiert. Aus dieser Linie erwuchs eine ebenfalls international agierende Promotionline der United Buddy Bears. Weitere Großstädte haben die Idee für andere Tiere und Aktionen aufgegriffen, unter anderem die Münchner Löwenparade 2005. Zürich selbst hat wiederum die Bären als Kunstaktion adaptiert und im „Teddy-Summer 2005“ 630 von Künstlern und Grafikern bearbeitete Teddy-Objekte in Zürich und am Flughafen Kloten aufgestellt.

## CowParade Städte
Die CowParade wurde unter anderem in folgenden Städten eingeführt:

### Amerika
| - Chicago, Illinois (1999) - New York City, NY (2000) - Stamford, Connecticut (2000) - West Orange, New Jersey (2000) - Houston, Texas (2001) - Kansas City, Missouri (2001) - Las Vegas, Nevada (2002) - San Antonio, Texas (2002) - West Hartford, Connecticut (2003, 2007) - Atlanta, Georgia (2003) | - Harrisburg, Pennsylvania (2004) - Portland, Oregon (2005) - Guadalajara, Mexiko (2006) - Mexiko-Stadt, Mexiko (2006) - Mexicali, Mexiko (2006) - Buenos Aires, Argentinien (2006) - Madison, Wisconsin (2006) - Boston, Massachusetts (2006) - Denver, Colorado (2006) - Belo Horizonte, Brasilien (2006) | - São Paulo, Brasilien (2006) - Curitiba, Brasilien (2006) - Guadalajara, Mexiko (2007) - Rio de Janeiro, Brasilien (2007) |

### Europa
| - Arnhem, Niederlande (Sommer 2000) - Athen, Griechenland (2006) - Barcelona, Spanien (2005) - Bratislava, Slowakei (2005) - Brüssel, Belgien (2003) - Bukarest, Rumänien (2005) - Budapest, Ungarn (2006) - Kopenhagen, Dänemark (2007) - Dublin, Irland (2003) - Edinburgh, Schottland (2006) | - Florenz, Italien (2005) - Genf, Schweiz (2005) - Isle of Man (2003) - Istanbul, Türkei (2007) - Köthen, Deutschland (2001) - Lissabon, Portugal (2006) - London, England (2002) - Luxemburg (2001) - Manchester, England (2004) - Milan, Italien (2007) - Monaco (2005) | - Moskau, Russland (2006) - Rom, Italien (2010) - Paris, Frankreich (2006) - Prag, Tschechische Republik (2004) - Salzburg, Österreich (2000) - Stockholm, Schweden (2004) - Telemark, Norwegen (2006) - Ventspils, Lettland (2002) - Vigo, Spanien (2007) - Warschau, Polen (2005) - Zürich, Schweiz (1998) |

### Afrika/Asien/Australien
| - Auckland, Neuseeland (2003) - Izmir, Türkei (2010) - Sydney, Australien (2002) - Tokyo, Japan (2006, 2008) - Tunis, Tunesien (2010) - Südafrika (2004) - Xiamen, China (2010) |

## Adaptionen
Neben den internationalen CowParade und United Buddy Bears findet sich zahlreiche weitere Städte mit Tierparaden.